# Alberto Delfrati
Alberto Delfrati (Codogno, Provincia de Lodi, Italia, 6 de junio de 1924) es un exfutbolista y entrenador italiano. Se desempeñaba como defensa.

## Trayectoria

### Futbolista
Durante los años juveniles jugó en los alrededores de Milán. Tras la Segunda Guerra Mundial se mudó a Calabria para incorporarse al Cosenza de la Serie B, jugando de lateral izquierdo como titular. Sus cualidades fueron apreciadas por el presidente del Napoli Achille Lauro, que lo adquirió en 1949. Delfrati debutó en la Serie A el año siguiente y permaneció 4 temporadas en el club partenopeo, jugando 127 partidos. Luego fue traspasado al Pavia, en la Serie B. Después de un solo año volvió a la máxima división en las filas del SPAL de Ferrara. En 1958 fichó por el Vigevano, donde terminó su carrera en 1960.

### Entrenador
Debutó como técnico entrenando a equipos de Serie C y D, como el Novara. En 1967 fue el segundo entrenador del Lazio y técnico de las categorías inferiores; en 1971 fue por un breve período el técnico del Casertana en la Serie B.
Entre 1971 y 1976 fue el segundo entrenador de su antiguo club, el Napoli. En 1976 reemplazó a Luís Vinício y, junto a Rosario Rivellino, triunfó en la Copa de Italia 1975/76. De 1976 a 1978 estuvo en el Lazio, como segundo de Vinício; en la temporada 1982/83 fue el segundo de Rino Marchesi en el Inter de Milán y luego en el Napoli hasta 1985.

## Clubes

### Como futbolista
| Club       | País   | Año         |
| ---------- | ------ | ----------- |
| Cosenza    | Italia | 1946 - 1949 |
| SSC Napoli | Italia | 1949 - 1954 |
| Pavia      | Italia | 1954 - 1955 |
| SPAL       | Italia | 1955 - 1958 |
| Vigevano   | Italia | 1958 - 1960 |

### Como entrenador
| Club                        | País   | Año         |
| --------------------------- | ------ | ----------- |
| Arona                       | Italia |             |
| Novara                      | Italia | 1964 - 1965 |
| Lazio (segundo y juveniles) | Italia | 1967 - 1969 |
| Casertana                   | Italia | 1971        |
| Napoli (segundo)            | Italia | 1971 - 1976 |
| Napoli                      | Italia | 1976        |
| Lazio (segundo)             | Italia | 1976 - 1978 |
| Napoli (segundo)            | Italia | 1980 - 1982 |
| Inter de Milán (segundo)    | Italia | 1982 - 1983 |
| Napoli (segundo)            | Italia | 1983 - 1985 |

## Palmarés

### Como entrenador
| Título         | Club       | País   | Año         |
| -------------- | ---------- | ------ | ----------- |
| Copa de Italia | SSC Napoli | Italia | 1975 - 1976 |